# Студентська (станція метро, Харків)
«Студентська» — 20-та станція Харківського метрополітену. Розташована на Салтівській лінії між станціями «Салтівська» і «Академіка Павлова». Відкрита 24 жовтня 1986 року.
Розташована на перетині вулиць Академіка Павлова та Валентинівська поблизу студентського містечка в 519-му мікрорайоні Салтівського житлового масиву. Біля станції знаходяться корпуси Педагогічного та Фармацевтичного університетів.

## Конструкція
Колонна трипрогінна мілкого закладення з острівною платформою

## Колійний розвиток
Станція без колійного розвитку.

## Оздоблення
Ряди круглих білих колон, стеля, зібрана з плит з круглими нішами для світильників, утворюють єдине архітектурне ціле. Світильники скомпоновані зі стандартних люмінесцентних ламп і світлозахисних сталевих ребер. Колони і стіни пасажирських приміщень оздобленні білим уральським мармуром, підлога набрана з сірих і чорних гранітних плит. Стіни пішохідних тунелів оздоблені морозостійкою великорозмірною керамічною плиткою з декоративним малюнком. Тематичні художньо-декоративні композиції з кераміки, розміщені на колійних стінах — «Навчання», «Будівельні загони», «Спорт» і «Відпочинок» — присвячені студентству.

## Галерея

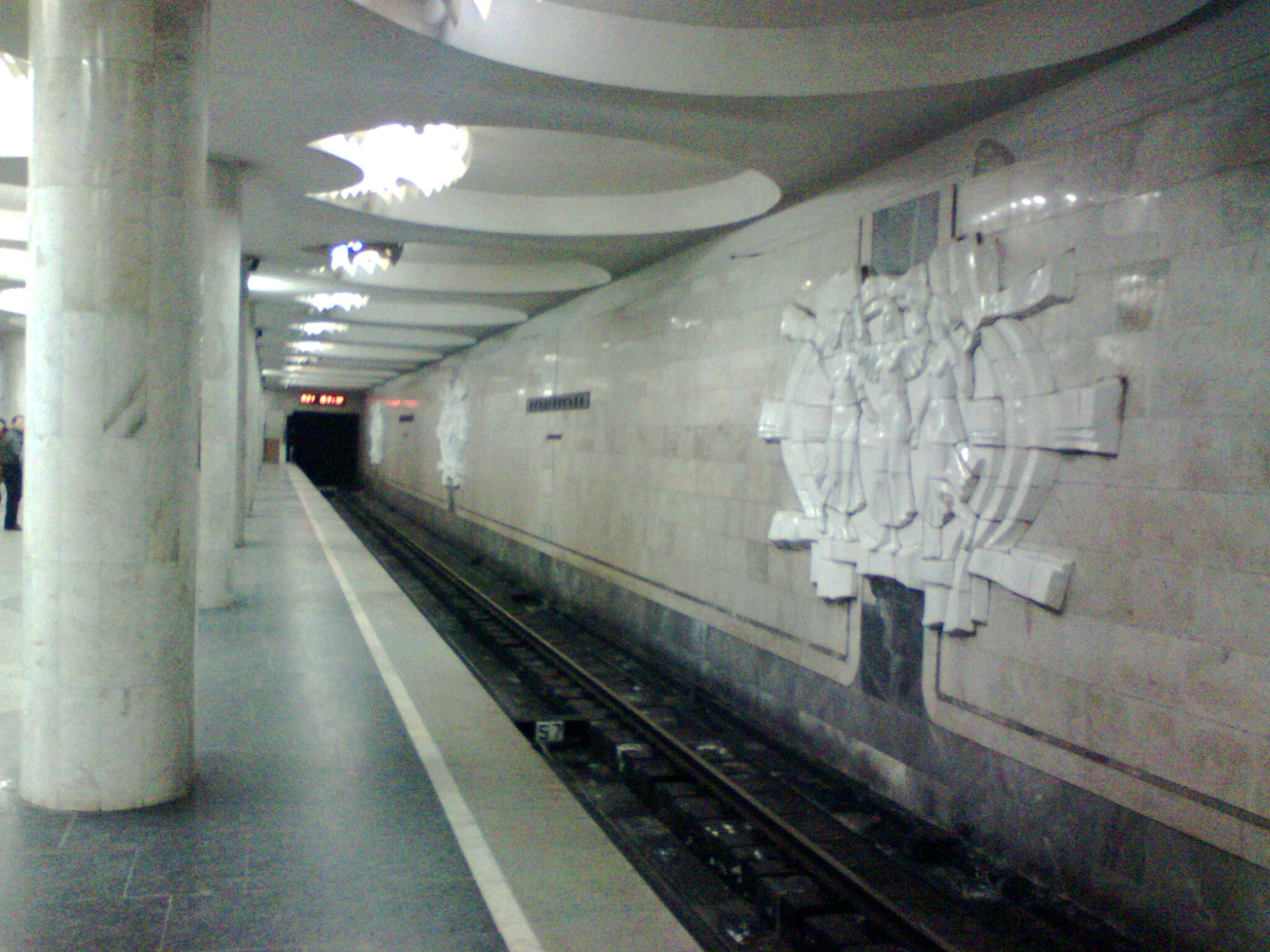
Посадкова платформа
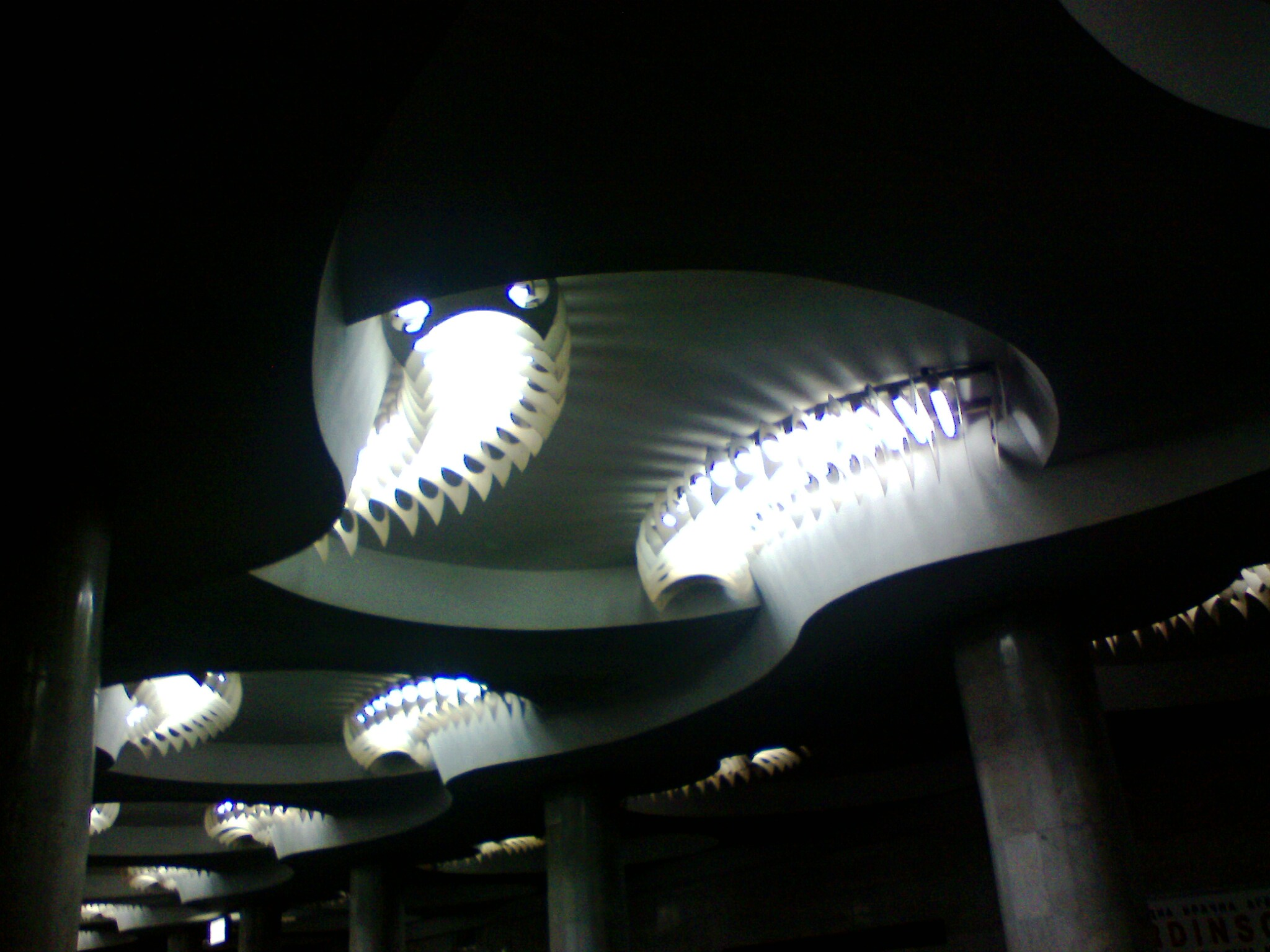
Світильник
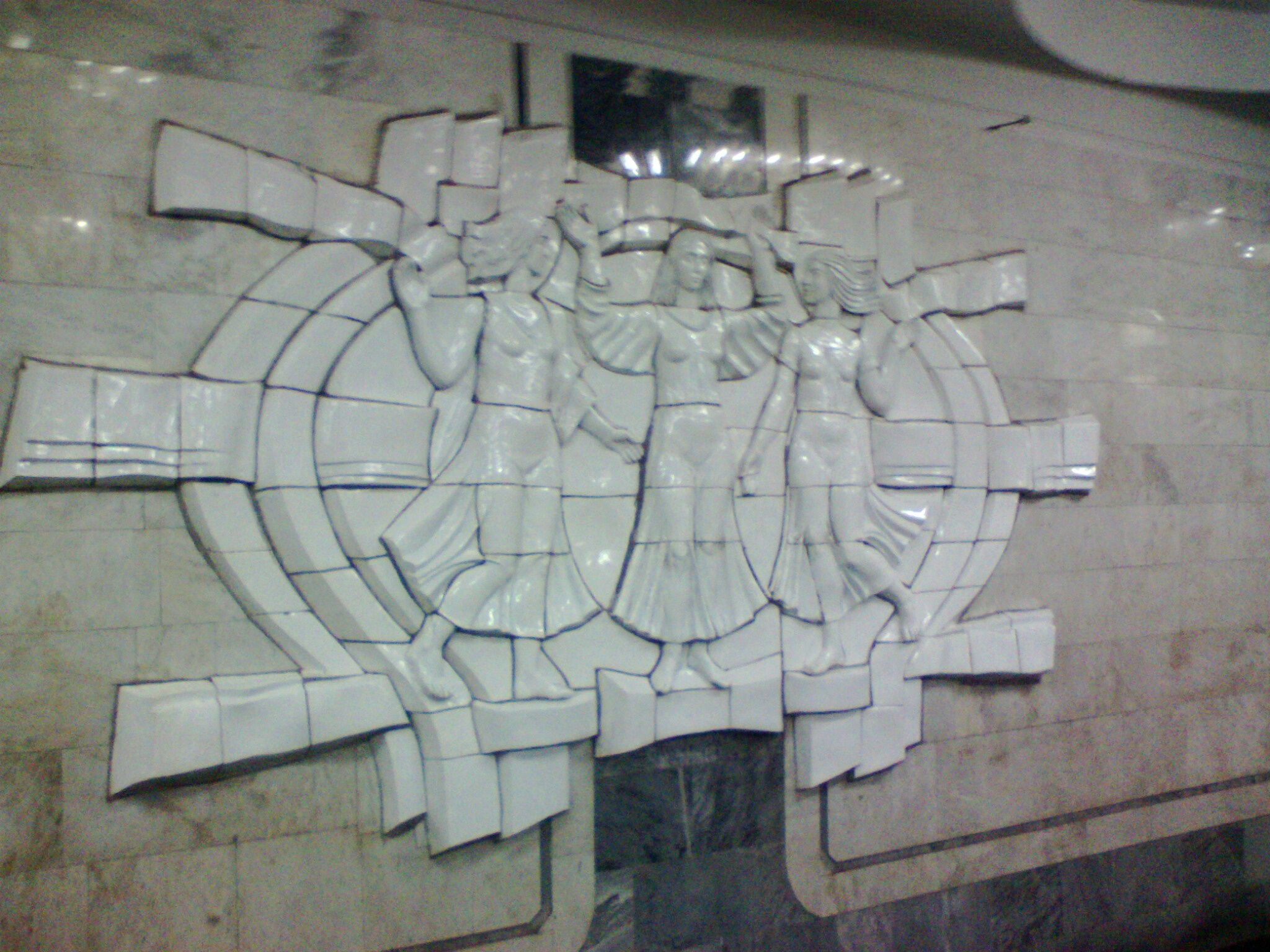
Барельєф на колійній стіні
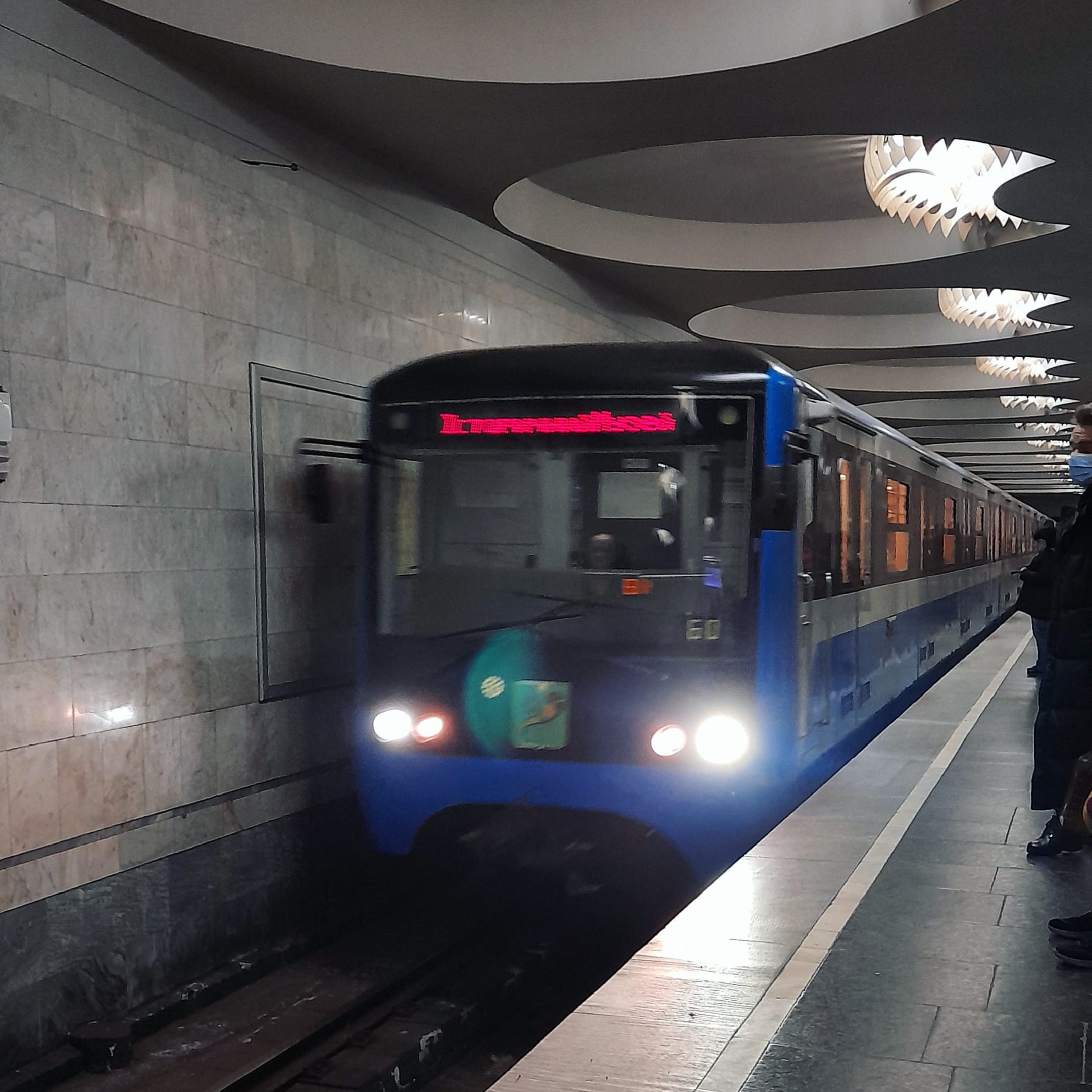
Поїзд на станції